# Щерю Димитров
Щерю Живков Димитров е български футболист, нападател.

## Биография
Роден е на 8 август 1979 година в Петрич. Висок е 173 cm. Играл е за Беласица (Петрич) и Пирин (Гоце Делчев). От есента на 2006 г. играе за Малеш (Микрево). Полуфиналист за Купата на ПФЛ през 1996 г. с Беласица. В А група има 64 мача и 12 гола.

## Статистика по сезони
- Беласица - 1995/96 - Б група, 10 мача/2 гола
- Беласица - 1996/97 - В група, 23/5
- Беласица - 1997/98 - В група, 28/12
- Беласица - 1998/99 - Б група, 29/10
- Беласица - 1999/00 - А група, 14/2
- Беласица - 2000/01 - Б група, 24/2
- Беласица - 2001/02 - А група, 16/4
- Беласица - 2002/03 - Б група, 14/5
- Беласица - 2003/04 - А група, 15/3
- Беласица - 2004/05 - А група, 19/3
- Пирин (ГД) - 2006/пр. - Б група, 12/8
- Малеш - 2006/07 - В група